# Дорога на Уиган-Пирс
Дорога на Уиган пирс (1937) — книга известного английского писателя Джорджа Оруэлла в двух частях, написанная при поддержке и участии социалистического издателя Виктора Голланца.
В первой части Оруэлл в роли журналиста исследует жизнь рабочего класса индустриальных районов севера Англии, в частности Йоркшира и Ланкашира. Вторая часть произведения представляет собой рассуждение писателя на тему своего прошлого, взаимоотношения между социальными слоями, развития политического сознания населения, в основной массе не принимающая идеи социализма.
Книга освещает проблемы Северной Англии, переживающей последствия Великой Депрессии, которые особенно сильно затронули индустриальный Север Англии. Джордж Оруэлл не просто перечисляет трудности и ужасы жизни рабочего класса Англии, но и развеивает стереотипы, принятые у высшего света насчёт «отсталости» среднего класса.

## Исторический подтекст
После того, как Оруэлл сдал в печать Виктору Голланцу свою книгу «Да здравствует фикус!», издатель предложил писателю новый проект: написание книги, затрагивающей проблемы безработицы и условий жизни рабочего класса в Северной Англии, наиболее неблагополучной части острова.
С 31 января по 30 марта 1936 года Оруэлл живёт в таких городах Северной Англии как: Уиган, Барнсли и Шеффилд, где изучает жизнь местного населения. В частности, Оруэлл в своём произведении будет описывать жизнь и бытовые условия английских шахтёров-угольщиков, землекопов и уличных бродяг. С 1 апреля 1936 года, Оруэлл из собранного им материала пишет книгу Дорога на Уиган пирс в арендуемом им коттедже деревни Валлингтон.

## Структура
Книга разделена на две части.
Часть первая
Джордж Оруэлл намеревался рассказать о жизни рабочего класса в унылом промышленном центре Уэст-Мидлендс, Йоркшир и Ланкашир. Он провел свое время, живя среди людей, и поэтому его описания подробны и ярки.
В первой главе описывается жизнь семьи Брукер, более состоятельного представителя рабочего класса севера. В их доме есть магазин и дешевая ночлежка. Оруэлл описывает пожилых людей, которые живут в доме, и условия их жизни.
Вторая глава описывает жизнь шахтеров и условия работы в угольной шахте. Оруэлл описывает, как он спустился в угольную шахту, чтобы понаблюдать за ходом работ, и объясняет, как распределяется уголь. Условия работы очень плохие. Эта часть книги цитируется чаще всего.
В третьей главе описывается социальное положение среднего шахтера. Обсуждаются гигиенические и финансовые условия. Оруэлл объясняет, почему большинство шахтеров на самом деле зарабатывают не так много, как им иногда кажется.
Четвертая глава описывает жилищную ситуацию на промышленном севере. В регионе ощущается нехватка жилья, и поэтому люди с большей вероятностью соглашаются на некачественное жилье. Жилищные условия очень плохие.
В пятой главе исследуется безработица, и Оруэлл объясняет, что статистика безработицы того времени вводит в заблуждение.
В шестой главе рассказывается о питании среднестатистического шахтера и о том, как, хотя у них обычно достаточно денег, чтобы купить еду, большинство семей предпочитают покупать что-нибудь вкусное, чтобы разнообразить свою скучную жизнь. Это приводит к недоеданию и физическому вырождению во многих семьях.
В седьмой главе описывается уродство промышленных городов на севере Англии.
Часть вторая
В отличие от прямолинейного документального фильма первой части книги, во второй части Оруэлл обсуждает значение социализма для улучшения условий жизни. Этот раздел оказался противоречивым.
Оруэлл излагает свои первоначальные предпосылки очень просто:
Допустимы ли ужасные условия, описанные в части первой? (Нет)
Способен ли социализм, «искренне применяемый как мировая система», улучшить эти условия? (Да)
Почему же тогда не все мы социалисты?
Остальная часть книги состоит из попыток Оруэлла ответить на этот сложный вопрос. Он указывает, что большинство людей, выступающих против социализма, делают это не из-за прямых эгоистичных мотивов или потому, что они не верят, что система будет работать, а по более сложным эмоциональным причинам, которые (согласно Оруэллу) большинство социалистов понимают неправильно. Он выделяет пять основных проблем:
Классовые предрассудки. Это реально и носит интуитивный характер. Социалисты из среднего класса не делают себе одолжений, делая вид, что такого пирса не существует, и — прославляя работников физического труда — они стремятся оттолкнуть большую часть населения, которая экономически относится к рабочему классу, но культурно — к среднему классу.
Поклонение машинам. Оруэлл считает большинство социалистов виновными в этом. Сам Оруэлл с подозрением относится к технологическому прогрессу ради него самого и считает, что он неизбежно ведет к мягкотелости и декадансу. Он указывает, что большинство вымышленных технически продвинутых социалистических утопий смертельно скучны. Герберта Уэллса, в частности, критикуют на этих основаниях.
Капризность. Среди многих других типов людей Оруэлл выделяет людей с бородой или в сандалиях, вегетарианцев и нудистов, которые способствуют негативной репутации социализма среди многих более традиционных людей.
Высокопарный язык. Те, кто приправляет свои предложения «замечаниями» и «предшествующими» и приходит в чрезмерное возбуждение при обсуждении диалектического материализма, вряд ли получат большую народную поддержку.
Неспособность сосредоточиться на основах. Социализм должен основываться на общей порядочности и справедливых долях для всех, а не на политической ортодоксальности или философской последовательности.
Излагая эти аргументы, Оруэлл берет на себя роль адвоката дьявола. Он очень прямо заявляет, что сам выступает за социализм, но считает необходимым указать на причины, по которым многие люди, которые выиграли бы от социализма и должны были бы логически поддержать его, на практике, скорее всего, окажутся сильными противниками.
Издатель Оруэлла, Виктор Голланц, был настолько обеспокоен тем, что эти отрывки будут неверно истолкованы и что члены Левого книжного клуба (в основном представители среднего класса) будут оскорблены, что он добавил предисловие, в котором он выдвигает некоторые оговорки по поводу утверждений Оруэлла во второй части. Он предполагает, например, что Оруэлл, возможно, преувеличивает внутреннее презрение, которое английские средние классы питают к рабочему классу, добавляя, однако, что «Возможно, я плохо разбираюсь в этом вопросе, поскольку я еврей и провел годы своего раннего детства в довольно тесной еврейской общине; а среди евреев такого типа классовых различий не существует».

## Название
Оруэлла спросили о пирсе Уиган в радиопрограмме в декабре 1943 года. Он ответил: «Что ж, боюсь, я должен сказать вам, что пирса Уиган не существует. Я специально отправился в путешествие, чтобы увидеть его в 1936 году, но не смог его найти. Однако когда-то он действительно существовал, и, судя по фотографиям, должен был иметь около двадцати футов в длину». Первоначально «пирс» в Уигане представлял собой стойло для погрузки угля, вероятно, деревянную пристань, где вагоны с углем из близлежащей угольной шахты разгружались на ожидающие на канале баржи. Считается, что оригинальный деревянный пирс был снесен в 1929 году, а железо с типплера было продано как металлолом.